# Uijajärvi (sjö i Enontekis, Lappland)
Uijajärvi är en sjö i kommunen Enontekis i landskapet Lappland i Finland. Sjön ligger 425,4 meter över havet. Arean är 61 hektar och strandlinjen är 3,73 kilometer lång. Sjön  ingår i Torne älvs huvudavrinningsområde.   Den ligger omkring 280 kilometer nordväst om Rovaniemi och omkring 950 kilometer norr om Helsingfors. 